# Schiffornis
Schiffornis és un gènere d'ocells de la família dels titírids (Tityridae).

## Taxonomia
Segons la Classificació del Congrés Ornitològic Internacional (versió 12.2, 2022) aquest gènere està format per 7 espècies:
- Schiffornis major - ploranera de vàrzea.
- Schiffornis virescens - ploranera verdosa.
- Schiffornis olivacea - ploranera turdina olivàcia.
- Schiffornis stenorhyncha - ploranera turdina fosca.
- Schiffornis turdina - ploranera turdina amazònica.
- Schiffornis aenea - ploranera turdina bronzada.
- Schiffornis veraepacis - ploranera turdina septentrional.